# Lomatium repostum
Lomatium repostum är en flockblommig växtart som först beskrevs av Jeps., och fick sitt nu gällande namn av Mildred Esther Mathias. Lomatium repostum ingår i släktet Lomatium och familjen flockblommiga växter. Inga underarter finns listade i Catalogue of Life.